# Protogeometrikus vázafestészet

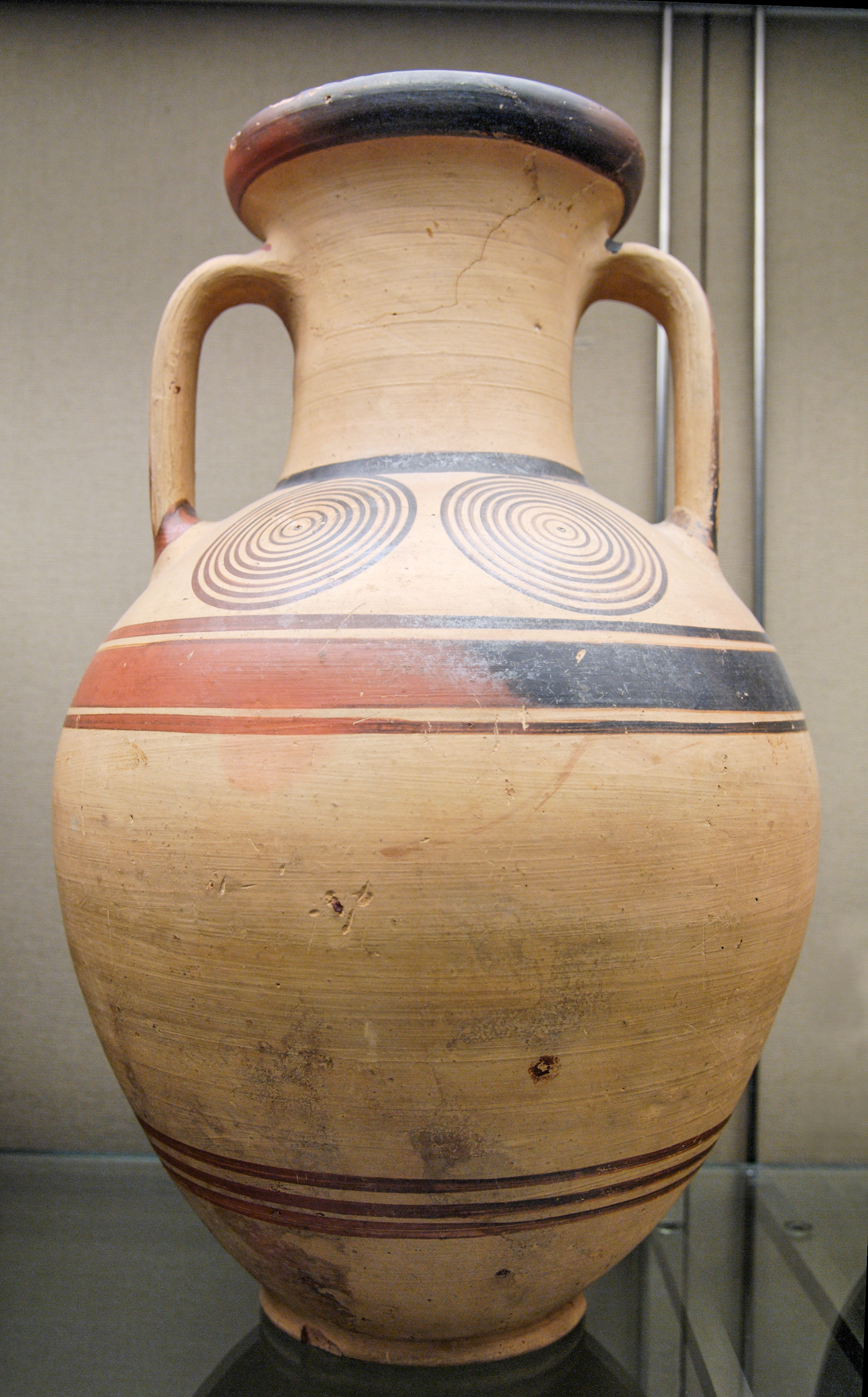
Attikai protogeometrikus amfora, i. e. 975 - 950 között

A protogeometrikus vázafestészet az i. e. 11. század utolsó harmadától körülbelül i. e. 900-ig az ókori görög vázafestészet egyik díszítési stílusa volt. I. e. 1100 körül a bronzkori mükénéi kultúra összeomlásával a népesség drasztikus csökkenésnek indult és a legtöbb művészeti ág eltűnt. Megszűnt az írás, a monumentális építészet és a luxustárgyak előállítása, az agyagedények készítése azonban kisebb mennyiségben tovább folytatódott. Így a kerámia maradt az egyetlen művészeti ág, amelynek segítségével követni lehet az átmenetet a szubmükénéi korból a protogeometrikus korba. 
A szubmükénéi fazekasok ugyanolyan edényformákat alkalmaztak mint a késő bronzkorban, de az edények minősége gyengébb volt, és a díszítés csak hullámvonalakra korlátozódott az edények hangsúlyosabb részein. Később minden országrészben más-más stílus fejlődött ki, a legszebb műalkotások Attikából maradtak fenn. Kevés más egyszerű geometrikus elem jelenik meg rajtuk, és mivel ez még nem kialakult geometrikus stílusa Görögországnak a periódust külön névvel protogeometrikusnak nevezik. Ekkor a vázák már jobb minőségűek, szebb arányúak, és a nyak vagy has festett díszítése gondosan illeszkedik az egyszerű, hatásos formákhoz. 
A mükénéi összeomlás után feltűnő a nagy területen készített edények viszonylagos egységessége, ez arra utalhat, hogy az úgynevezett sötét századokban a korábban véltnél kisebb volt az általános visszaesés.

## Háttér
Az i. e. 11. században a mükénéi kultúra összeomlásával a nagyobb hatalmi központok túlnyomó részének drámaian lecsökkent a befolyása, vagy elnéptelenedett. A városokban és a falvakban a népesség sokkal alacsonyabb életszínvonalon élt tovább, korábbi bronzkori uralkodóiktól nagyobb függetlenségben és elszigeteltségben. 
Az agyagedények gyártása tovább folytatódott, bár néhány korábbi, specializáltabb és egzotikusabb edényforma – például az illatos olajok tárolására szolgáló korsó – Kréta kivételével tartalmával együtt gyakorlatilag eltűnt. Az új, protogeometrikus stílus a legkésőbbi szubmükénéi díszítésmódból fejlődött ki és körülbelül i. e. 900-ig virágzott, amikor az edényformák és a díszítésmód egy nagyobb változásával a geometrikus stílus vált uralkodóvá. Kialakulásában szerepet játszhattak az akkor már részben görög nyelvű Ciprusról érkező hatások is. A korábbiaknál arányosabb formájú, jobban kiégetett edényeket gyorsabb fazekaskorongon készítették. Festésük jobban igazodott az edény alakjához és széles sávokkal, vékonyabb és vastagabb vonalak váltakozásával, valamint fekete felületekkel egyes részeit hangsúlyosabbá tette. A késői protogeometrikus korban az edények egyre nagyobb részét borították fekete festékkel. 
Kevés díszítőelemet alkalmaztak. Gyakoriak a cikkcakk illetve hullámvonalak, keresztvonalakkal kiegészített háromszögek és legfőképpen a koncentrikus körök és félkörök, amelyeket egy szöghöz kötött fésűecsettel rajzoltak meg. Ez a díszítőelem a korábbi mükénéi virágmotívumok (liliomok és hasonló virágok) már akkor is stilizált, de még kézzel rajzolt, geometrikus formára leegyszerűsített változata. Ez a „körzővel” rajzolt díszítőelem a görög szárazföldet kivéve már korábban is ismert volt. A görög területekre Ciprusról, vagy esetleg északi irányból terjedhetett el, viszont az, hogy ennyire hangsúlyos szerepet töltött be az edényeken újdonságnak számított.

## Központok

### Attika

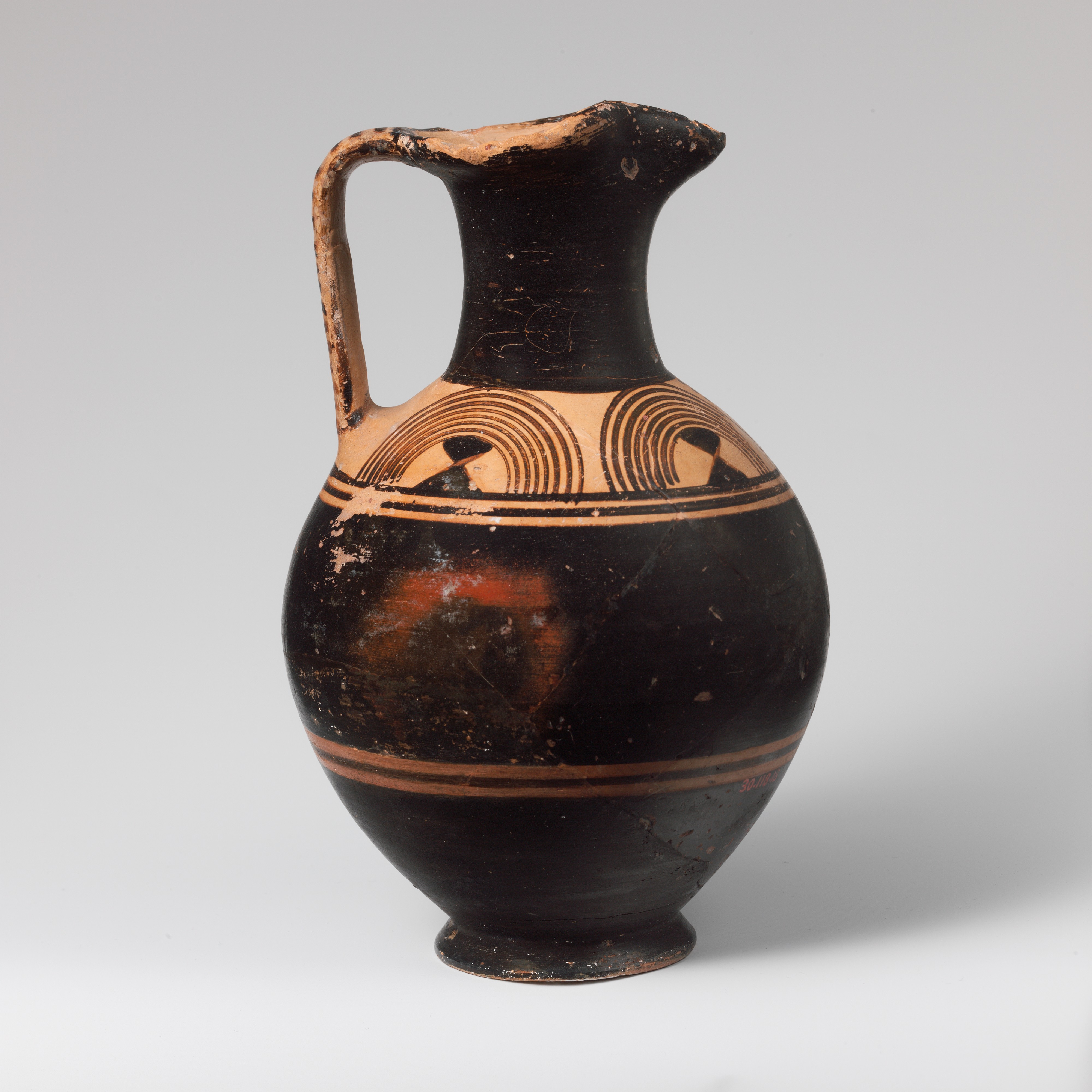
Attikai oinokhoé félkörös díszítéssel, i. e. 10. század vége - i. e. 9. század eleje

Az Athénban – és kisebb mértékben Görögország más területein, köztük Euboián – készült i. e. 10. századi kerámián a legegyszerűbb mükénéi dekorációs elemeket, az íveket és a köröket láthatjuk. Ezeket a körző és a fésűecset felhasználásával alakították ki, precízebben mint a korábbi stílus szabad kézzel, pontatlanul festett elemeit. Úgy tűnik Athén csak a bronzkor végén vált fontossá, de ez a város az ami a geometrikus időszak történetét meghatározza. Bizonyos mértékig az Akropolisz fellegvára túlélte azt a katasztrófát, ami más mükénéi központokat elpusztított, és a város környéke menedéket nyújtott sok elűzött görög számára.
Az Athénból előkerült darabokon követhető legjobban nyomon a protogeometrikus vázafestészet fejlődése és itt tárták fel a legszebb darabokat is. Ez nem azt jelenti, hogy biztosan Athén lenne a központ ahol ez a fajta díszítésmód kialakult, de az itt készült darabok magas színvonalúak és egy már megváltozott díszítésmód termékei. Athén körzetében is számos helyen készítettek protogeometrikus vázákat ezért a terület termékeit összefoglaló néven attikainak nevezik. Athén volt a legelső település ami a bronzkor végi összeomlás után visszanyerte kulturális identitását, az újfajta díszítésmód társadalmi változásokkal (például hamvasztásos temetkezés elterjedése) együtt kezdett el terjedni.
Az attikai protogeometrikus edényeknek számos formája létezett. Közéjük tartozik a nyakamfora és a gyakran feketére festett nyakú hasamfora. Egy harmadik típusú, kisméretű amforán a fogók az edény vállrészén helyezkednek el. Viszonylag ritkák voltak a két vízszintes és egy függőleges fogóval ellátott vizeskorsók, a hüdriák. A korábbi, illatos olajok tárolására használt edényt a kisméretű, gömbszerű, vékony nyakú korsók, a léküthoszok váltották fel, valamint ezeknek egy szélesebb testű, kerek vagy háromkaréjos kiöntővel rendelkező változata. Jellegzetes kitöltőedénynek számított az oinokhoé  - legtöbbször bort tároltak benne - és népszerűek voltak a fogó nélküli henger alakú dobozok a püksziszek is. Az ambiciózusabb formák közül ismertek mély, két vízszintes fogóval ellátott tálak (szküphoszok), és egy vagy két függőleges fogóval kiegészített csészék (kantharoszok). A csészék és tálak időnként kúp alakú talprészen állnak. A nagyobb méretű kratérok (borvegyítő edények) a szküphoszokhoz hasonlítanak, vagy fogójuk az edény pereme mellett helyezkedik el. Az egzotikus alakú kerámiák, például a kacsa alakú vázák ciprusi eredetűek lehettek. A felsorolt edényformák a görög vázafestészet története során végig használatban maradtak.
Az attikai vázafestészet fejlődése legjobban az athéni Kerameikosz-temetőben előkerült darabokon tanulmányozható. A temető a város északnyugati kapujánál helyezkedett el a fazekasnegyed közelében. Az alapanyagot távolabbról, a mai Athén egyik külvárosi körzetéből szállíthatták a helyszínre. A korai időkben, egészen az i. e. 6. századig az edényeket egy világosabb színre égették ki. Az absztrakt díszítőelemek mellett minimális mértékben már megjelentek rajtuk a figurális ábrázolások is. A vázák távolabbi területekre is eljutottak, exportált vázák máshol csak kis számban kerültek elő, viszont egyértelműen felismerhető az attikai edényeknek a helyi fazekasárura gyakorolt hatása.

### Euboia
A másik jelentős központ Euboia volt, az Attika keleti partjainál fekvő sziget. Legfontosabb történelmi városát Eretriát csak később, az i. e. 8. században alapították. A másik központ Halkída ebből a szempontból még nem kellően ismert, így Lefkandi számít a legfontosabb protogeometrikus lelőhelynek. Az itteni fazekasok a késői protogeometrikus korban, i. e. 950 körül utánozni kezdték az import attikai vázákat, de emellett a díszítőminták új attikában ismeretlen  formáit fejlesztették ki. Korai figurális ábrázolások is feltűnnek, de valószínű hogy ezek az edények nem helyben készültek. Nagyon kedvelt volt a fésűecset körzőszerű használata. Az euboiai vázafestők által kifejlesztett díszítésmód (szküphoszok két oldalukon többszörös félkörökkel) a görög vázák és konkrétan a görögök jelenlétének egyik első számú bizonyítékává vált a mediterráneum keleti és később (kisebb mértékben) a nyugati részén. Ez a jellegzetes, a tengeri kereskedelemnek köszönhetően széles körben elterjedt díszítésmód egészen az i. e. 8. század közepéig használatban maradt, ennek következtében az euboiai szubprotogeometrikus kor egybeesett az attikai korai és kisebb mértékben a középső geometrikus korral. Ebben a szubprotogeometrikus korban már megjelenik néhány figurális ábrázolás is valamint ciprusi exportra szánt nyitott szküphoszok is készültek a többszörös félkörös díszítéssel. Népszerűek voltak a csészék, ezek egy részét Thesszáliába exportálták és még északabbra is utánozták. Jelentős piacok voltak a Kükládok szigetei, ezek egy része ekkor ciprusi befolyás alatt állt. Nagyobb mennyiségű csészét tártak fel Szíriában, ahova feltételezhetően a görögökkel együtt kerültek. Valószínűleg görög használati tárgyak voltak, mivel a keleti ivási szokások előnyben részesítették a fogó és talp nélküli kisméretű ivóedényeket.

### Kréta
Kréta protogeometrikus művészete eltér a többi központétól. Itt a minószi tradíciók voltak ugyanolyan erősek mint a mükénéiek a szárazföldi görög területeken, bár később a sziget is mükénéi fennhatóság alá került. Úgy tűnik az összeomlás után Kréta lakossága az átlagosnál kisebb mértékben csökkent, és a Ciprussal fennmaradt szorosabb kapcsolatok elősegítették egyes iparművészeti ágak megmaradását. A korábbi minószi központok (Knósszosz, Phaisztosz és Gortüsz) jelentősége megmaradt, bár lakóinak jelentős része távolabbra költözött.
A vázafestészetben erősen érzékelhető a szárazföldi protogeometrikus hatás, de ez nem akadályozta meg a korábbi, a szárazföldön már nem készített formák (olaj tárolására szolgáló korsók, egyenes oldalú püksziszek és széles kratérek) használatát. Ezen kívül gyártottak ciprusi mintára kacsa alakú edényeket is. Az itteni vázafestészet legfontosabb jellegzetessége a figurális díszítés alkalmazása ami edények egy részén uralkodó motívummá válik. A korai darabokon legtöbbször sziluettrajzok jelennek meg, hajók, kecskék, később a bronzkori ikonográfiából újra felbukkanó szfinxek, emberre támadó oroszlánok stb. Az egyes darabok nem alkotnak egy egységes krétai vázafestészeti stílust, esetenként csak sziluett, vagy néha gondosabban kidolgozott ábrázolások láthatók rajtuk. A krétai edénykészítők feltételezhetően máshogy viszonyultak mesterségükhöz mint szárazföldi kollégáik, ez lehet az oka hogy kortársaikkal ellentétben figurális díszítéseket is alkalmaztak.

### Többi központ

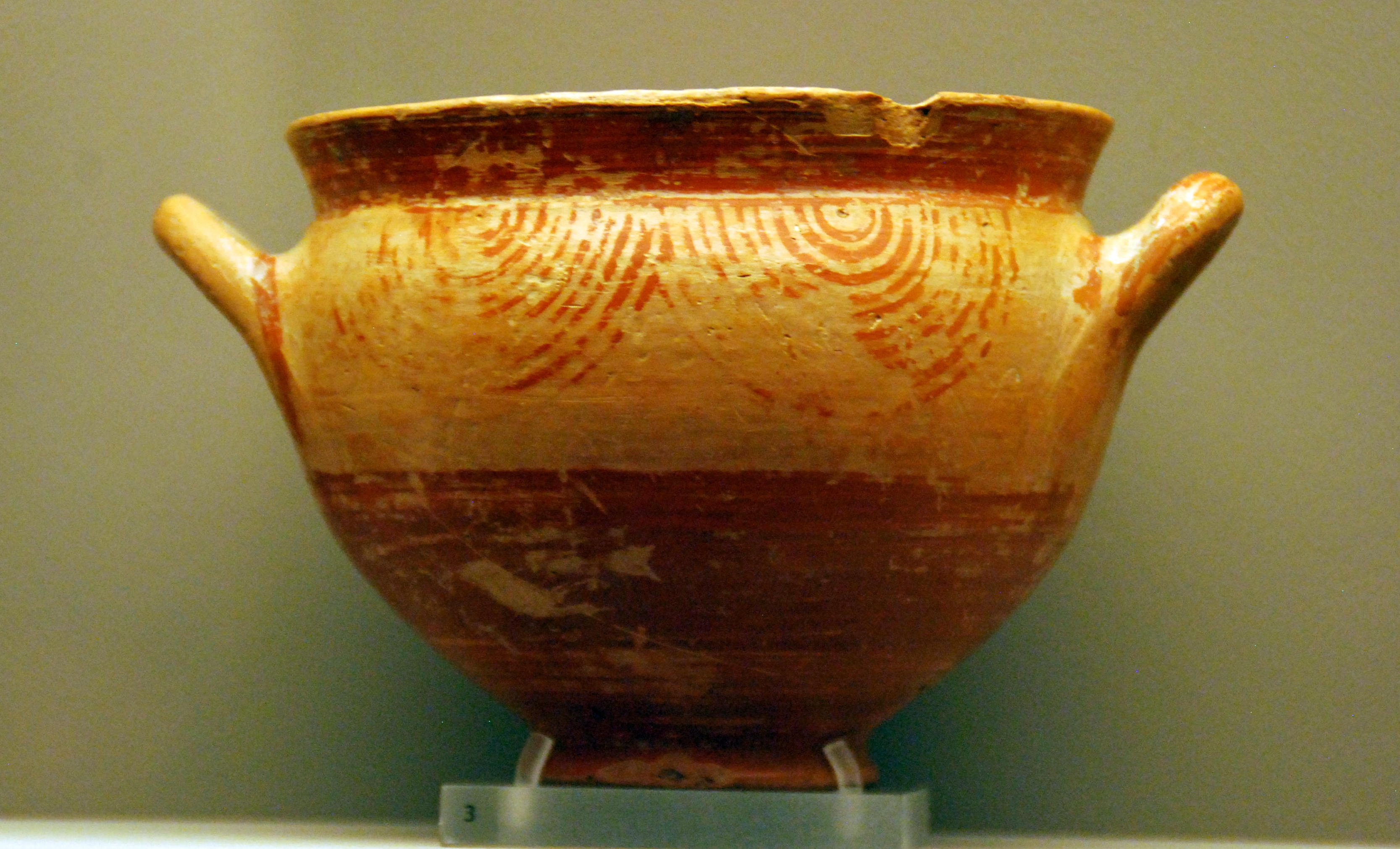
Szküphosz, i. e. 10 - 9. század

Thesszáliában a koncentrikus félkörökkel díszített edények attikai befolyásra utalnak. Feltártak néhány elegáns formájú kratért is. A helyiek kedvelték az euboiai mintákra készített levágott peremű korsókat és az itteni protogeometrikus díszítésmód az i. e. 9. század jelentős részében divatban maradt. Északabbra, Makedóniában a protogeometrikus festészet idegen elemként jelenik meg egy főleg nem görög kultúrában, az itt készített fazekasáru bár jó minőségű és feltűnő darabokból áll nagyrészt utánzat. Ezeket a területeket a görögök gyakran látogatták, egyes részeit később kolonizálták. Délen a peloponnészoszi központokat leginkább azokról a technikákról lehet megkülönböztetni egymástól ahogy az attikai edényeket utánozták. A keleti irányban ekkor még legtöbb helyen csak kisebb part menti kolóniák léteztek ahol az otthoni protogeometrikus díszítőelemeket alkalmazták, ezen kívül jó minőségű attikai utánzatokat készítettek elismerve ezzel Athén kezdeményező szerepét. 